# 蔣公紀念歌
《蒋公纪念歌》是纪念與歌颂中华民国故总统蒋中正的歌曲，一共有三個版本。
其中一個版本由黄友棣于1975年創作，黄友棣随后也在1988年写了《蔣經國紀念歌》三首於《樂府新聲》歌集。
蔣中正逝世後，中华民国教育部向世界知名華人作曲家公開徵曲，最後選中另一版本由李中和作曲、张龄填詞编写之《先總統蔣公紀念歌》。
第三個版本由孫儀作詞、汪石泉作曲。

## 歷史
《蒋公纪念歌》从前是學校會教唱、並流行于学校合唱或軍歌比赛；蔣中正逝世時，政府命令全國公教人員哀悼一個月，此歌也播放一個月。但隨著政治的演變，現在的音樂課本上已無此歌曲，學校不再教唱。
在蔣公誕辰紀念日暨榮民節，榮民會唱《先總統 蔣公紀念歌》以表達追思，國軍退除役官兵輔導委員會及其下各地榮民服務處、榮民之家舉辦榮民節慶祝大會時均慣例合唱此曲。